# Noah Loosli
Noah Loosli (sinh ngày 23 tháng 1 năm 1997) là một cầu thủ bóng đá người Thụy Sĩ thi đấu cho FC Schaffhausen theo dạng cho mượn từ Grasshopper Club Zürich.

## Sự nghiệp câu lạc bộ
Anh ra mắt chuyên nghiệp tại Giải bóng đá vô địch quốc gia Thụy Sĩ cho Grasshopper Club Zürich vào ngày 21 tháng 11 năm 2015 trong trận đấu trước FC Vaduz.

## Quốc tế
Anh tham dự Giải vô địch bóng đá U-17 châu Âu 2014 with the Đội tuyển bóng đá U-17 quốc gia Thụy Sĩ.